# Paul Gégauff
Paul Gégauff, född 10 augusti 1922 i Blotzheim, Alsace, död 24 december 1983, var en fransk manusförfattare, romanförfattare och skådespelare. Han är förknippad med den franska nya vågen, i synnerhet genom sina samarbeten med regissören Claude Chabrol. Han var även förlaga till rollfigurer i flera olika nya vågen-filmer.

## Liv och gärning
Gégauffs roman Le Toit des autres från 1952 blev uppmärksammad och hyllad av Roger Nimier, som uppskattade dess blandning av cynism och humor, men utöver detta nådde Gégauff aldrig någon större framgång som romanförfattare. Han slog istället igenom som manusförfattare i slutet av 1950-talet med filmer regisserade av Claude Chabrol och Éric Rohmer. Några av dessa filmer, som I lejonets tecken och Kusinerna, gjorde internationell succé och räknas till den franska nya vågen. Till Gégauffs mest kända filmer hör även Het sol från 1960, regisserad av René Clément efter en roman av Patricia Highsmith. I synnerhet samarbetet med Chabrol fortsatte och resulterade bland annat i den självbiografiska filmen Raffinerade nöjen från 1975, där Gégauff själv gör huvudrollen och spelar mot sin exfru Danièle Gégauff och deras gemensamma dotter.
Utöver sin roll som manusförfattare gjorde Gégauff avtryck på den franska nya vågen med sin personlighet. Rohmer sade: "Alla mina maskulina figurer följer samma modell, inspirerad av manusförfattaren Paul Gégauff, som skapade sin egen myt. Denna figur, 'skojaren', gjorde avtryck på min generations filmkonst. Man kan hitta honom lika mycket i mina verk som i verk av Godard, Chabrol och, på ett visst sätt, Rivette." I Rohmers filmer var Gégauff direkt förlaga till Pierre i I lejonets tecken, Guillaume i Suzannes karriär, Adrien i Samlerskan, Jérôme i Claires knä och Henri i Pauline på stranden.
Gégauff mördades på julafton 1983 av sin andra hustru, Coco Ducados, under en vistelse i Norge.

## Filmlista
- Bakom dubbla lås (1959)
- I lejonets tecken (1959)
- Kusinerna (1959)
- Väninnorna (1960)
- Snobbarna (1961)
- Het sol (1960)
- L'Œil du malin' (1962)
- Ophélia (1963)
- Den djävulska planen (1967)
- Champagnemorden (1967)
- Två kvinnor en man (1968)
- More (1969)
- Mannen, flickan och odjuret (1969)
- Kärleksambulansen (1970)
- Tio dagars under (1971)
- Så tuktas en doktor (1972)
- Dalen (1972)
- Raffinerade nöjen (1975)
- Les Magiciens (1976)
- Historien om en moder (1979)